# رهایش کن (کتاب)
رهایش کن (به انگلیسی: Let Him Go) نام یک کتاب آمریکایی در سبک رمان وسترن محصول ۲۰۱۳ نوشته لری واتسون است. این کتاب در تاریخ ۳ سپتامبر ۲۰۱۳ از طریق کمپانی Milkweed Editions منتشر شد.

## اقتباس سینمایی
از این رمان یک اقتباسی سینمایی به نام فیلم رهایش کن به کارگردانی توماس بزوچا شد که در تاریخ ۶ نوامبر سال ۲۰۲۰ از طریق کمپانی فوکس فیچرز منتشر شد.